# Sprzęg

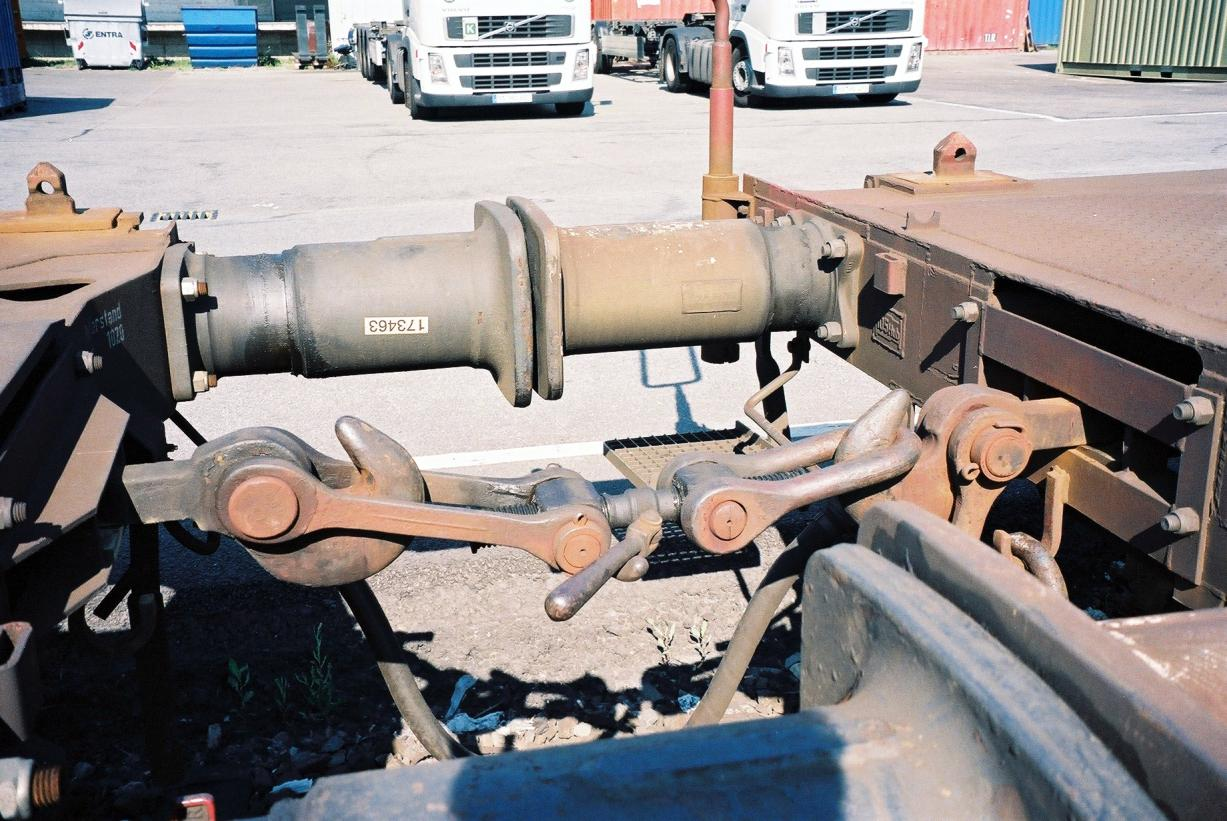
Sprzęg śrubowy w transporcie szynowym

Sprzęg – najogólniej: urządzenie łączące, pośredniczące, dopasowujące czy też spinające. Zwykle nazwą tą określa się urządzenie łączące pojazdy szynowe. Sprzęg łączący pojazdy drogowe najczęściej określa się mianem „dyszla”, natomiast nie powiodło się zastąpienie „sprzęgiem” angielskiego słowa „interface” („interfejs”) , oznaczającego rodzaj połączenia elektrycznego.

## Sprzęgi kolejowe

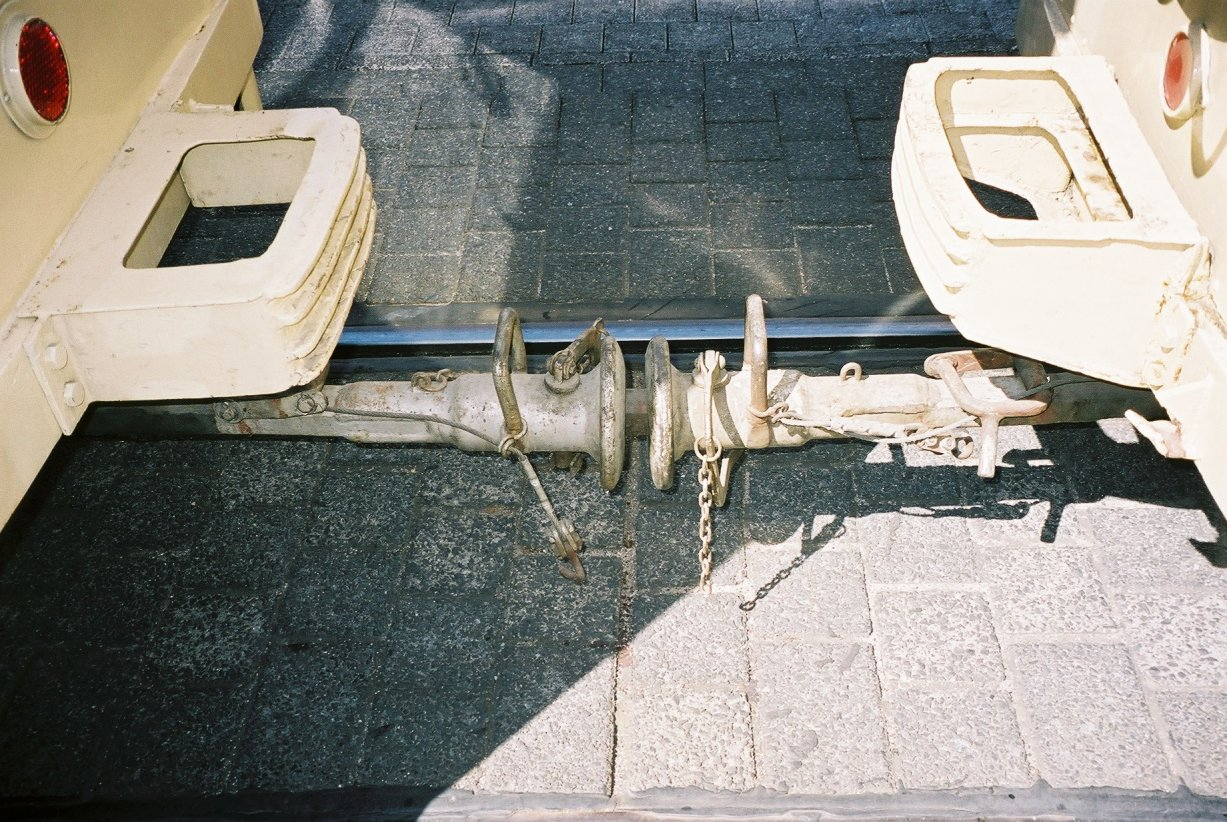
Sprzęg trąbkowy
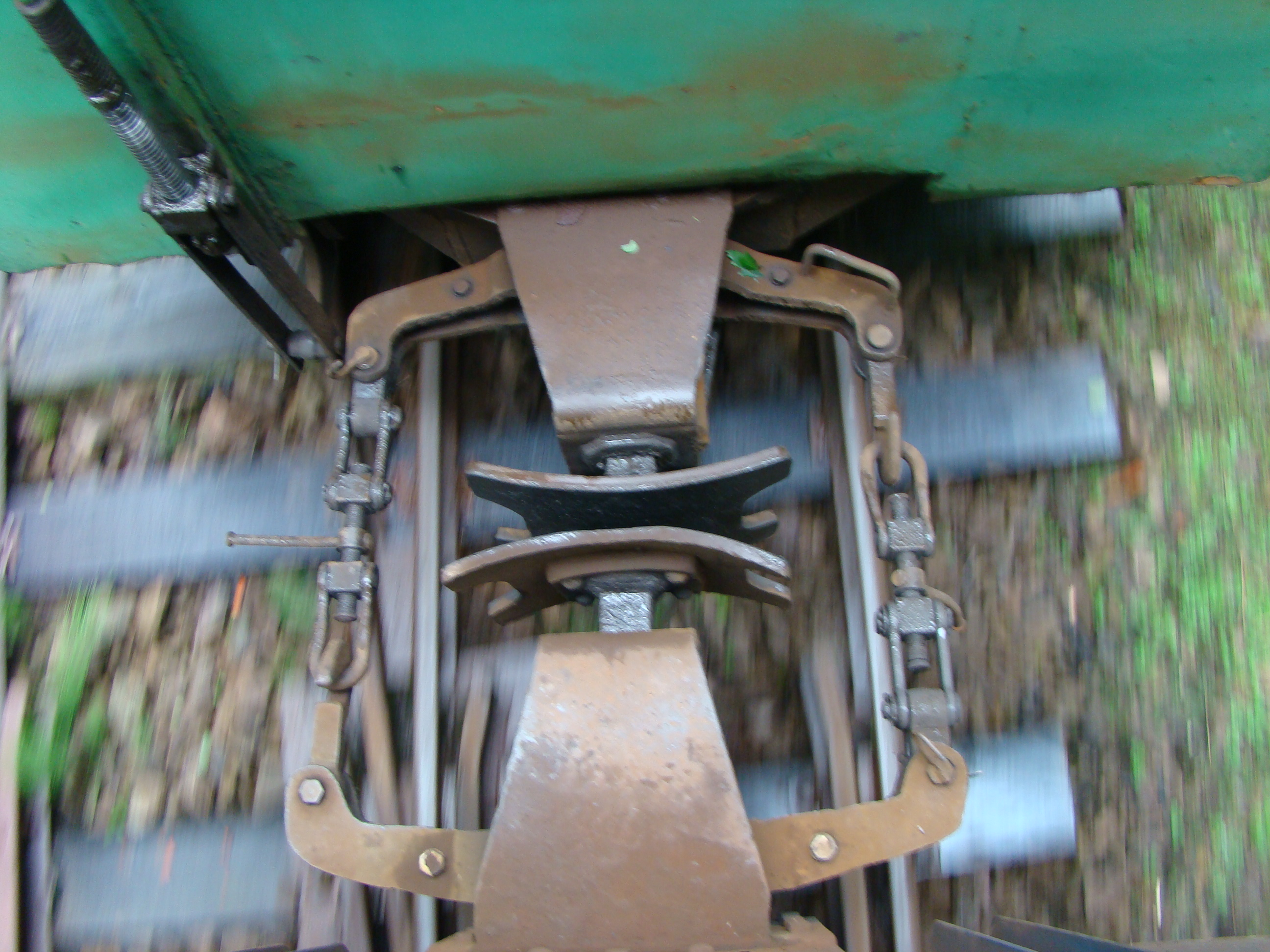
Sprzeg orczykowy
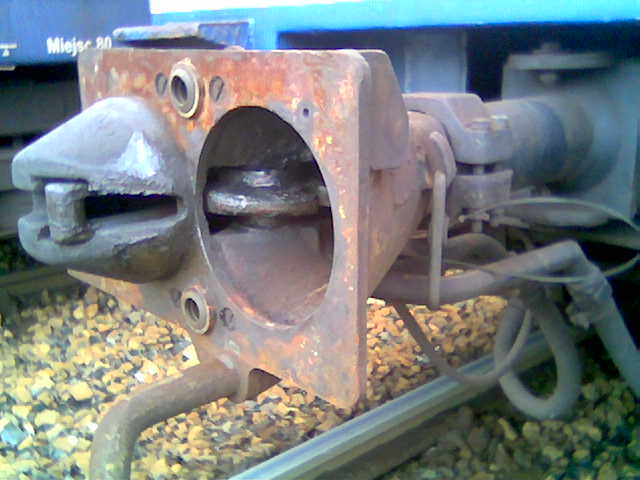
Samoczynny sprzęg Scharfenberga w elektrycznym zespole trakcyjnym EN94. Brak sprzęgu elektrycznego
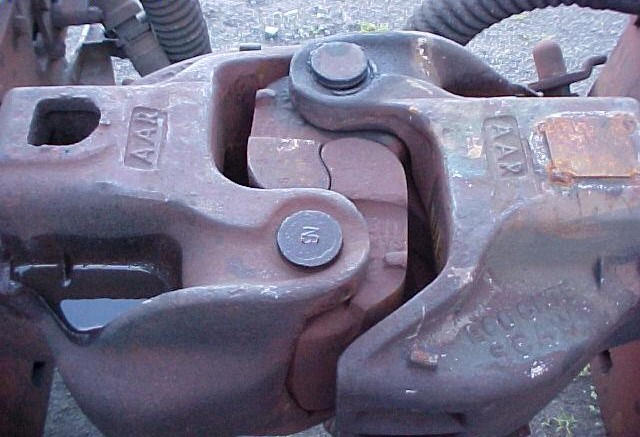
Samoczynny sprzęg Janney'a (AAR)
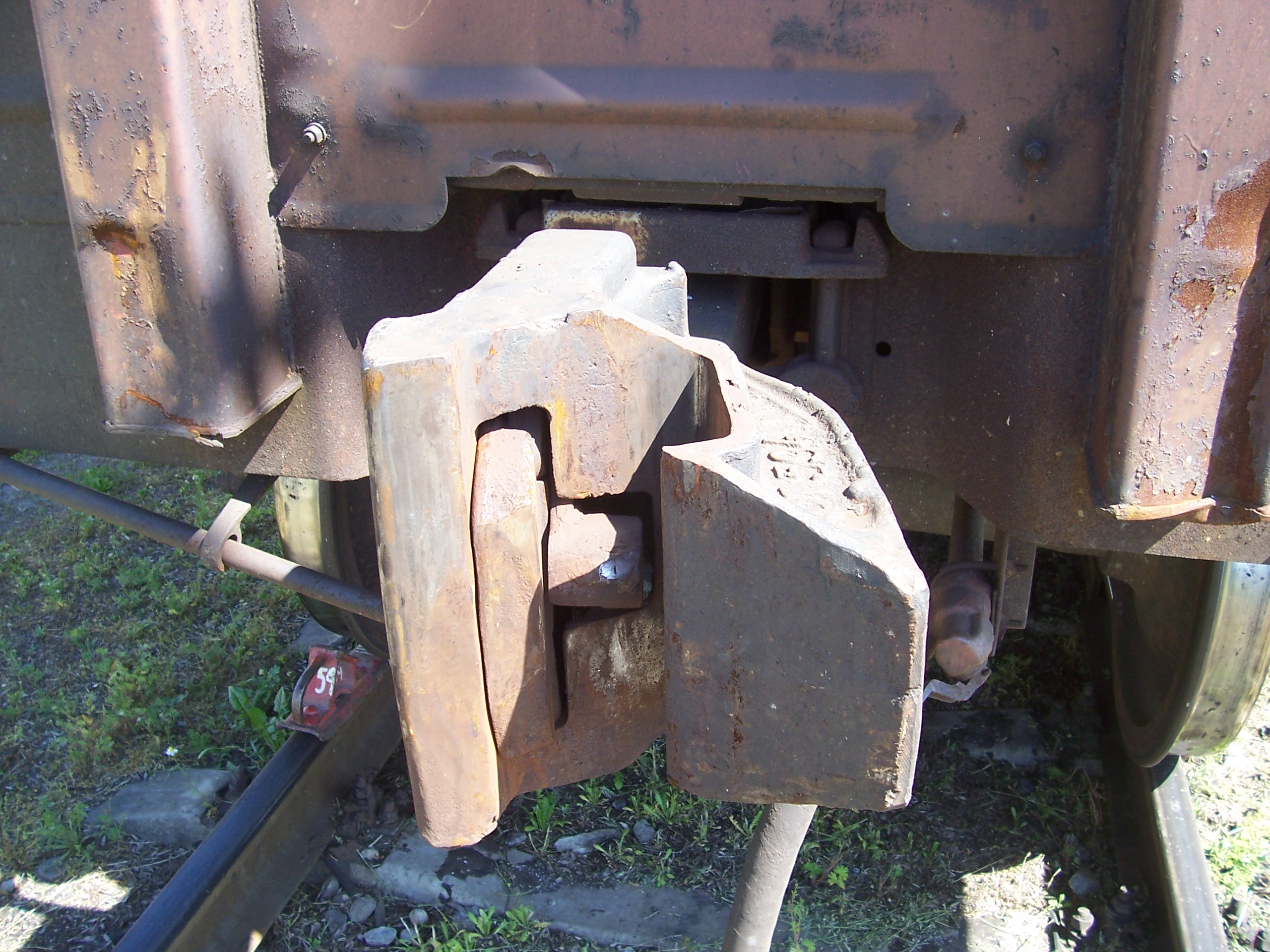
Radziecki sprzęg SA-3
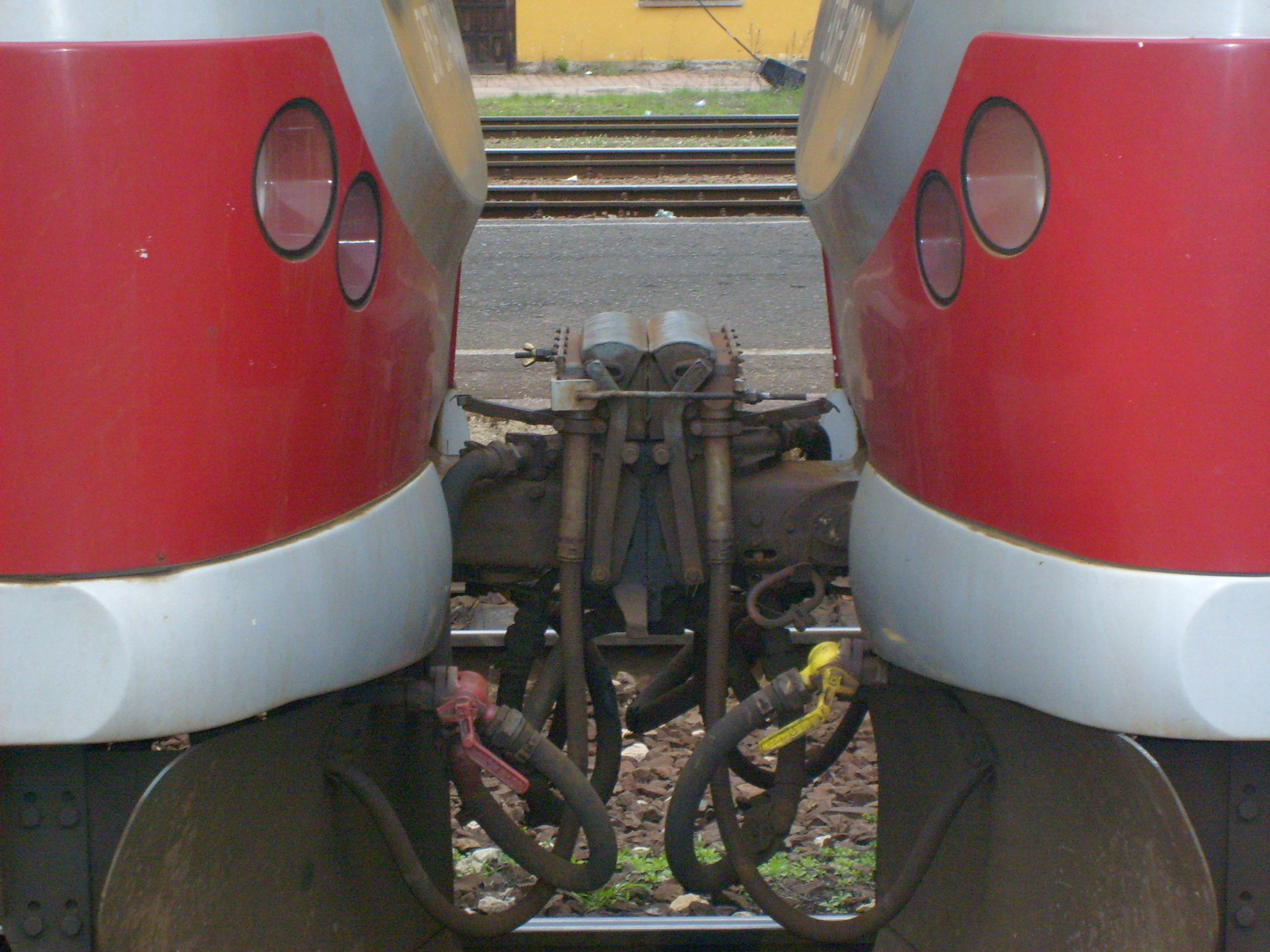
Sprzęg Scharfenberga w zmodernizowanych EN57
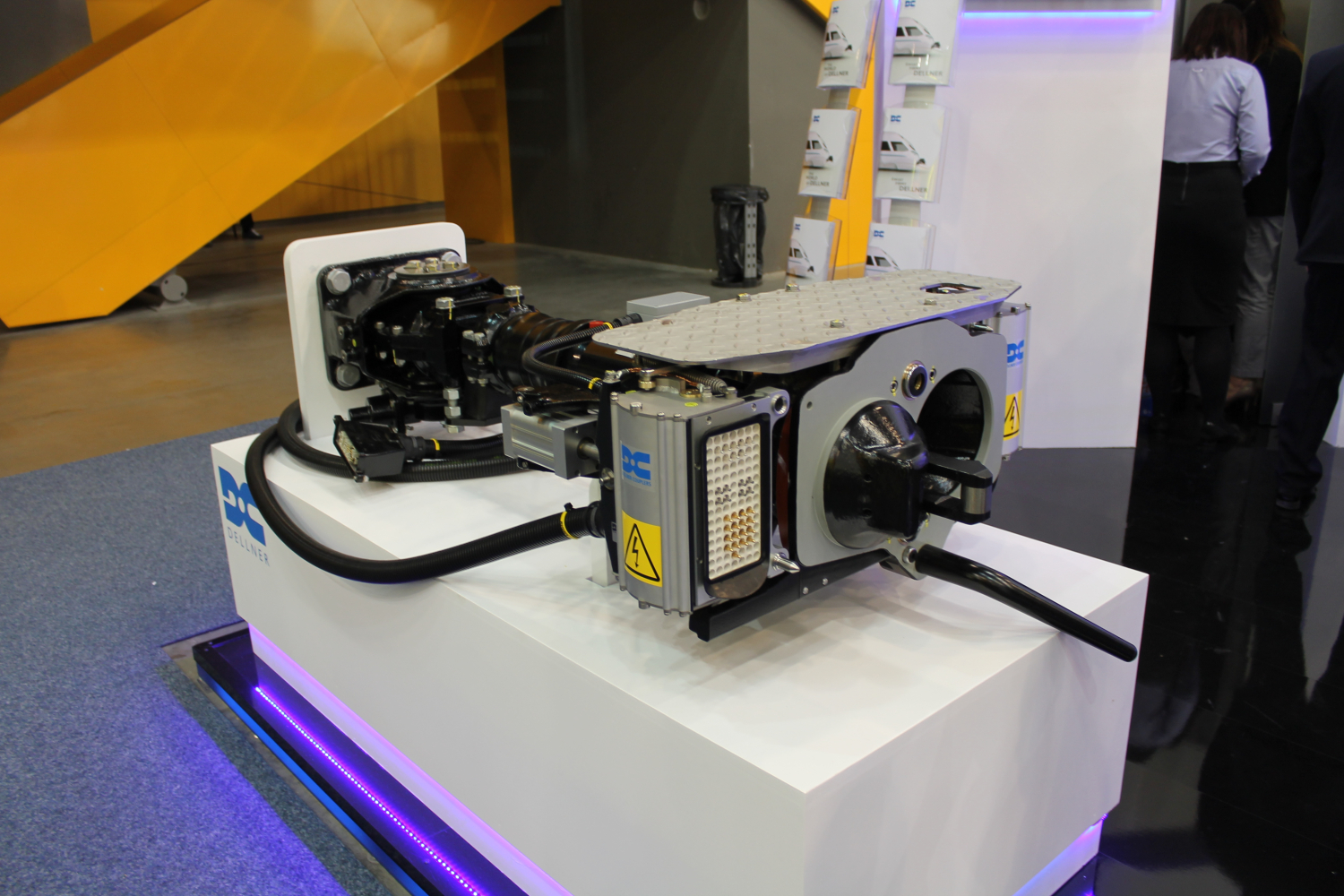
Sprzęg samoczynny prezentowany przez Dellner na Trako 2015
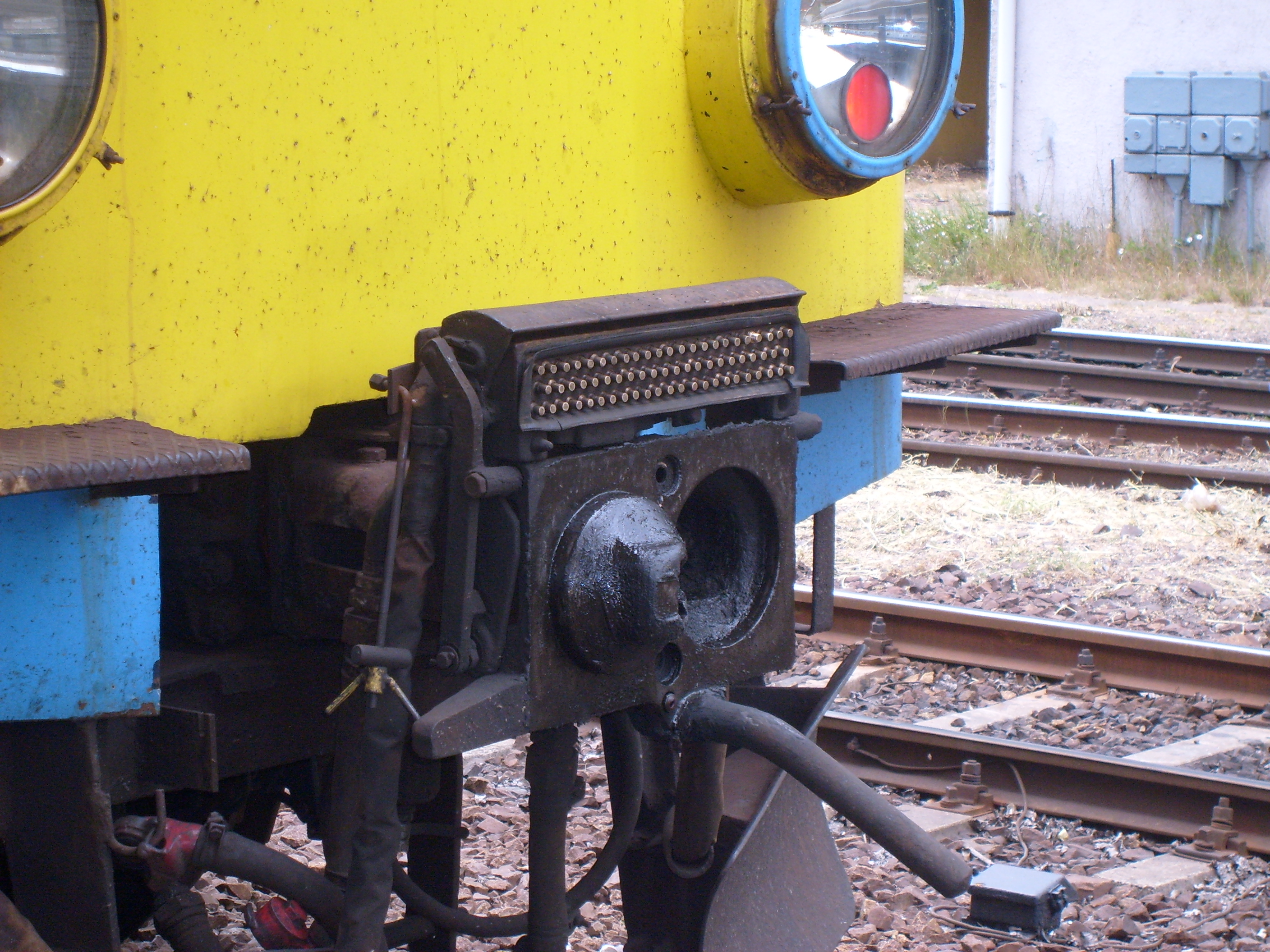
„Klawiatura” nad sprzęgiem  w EZT
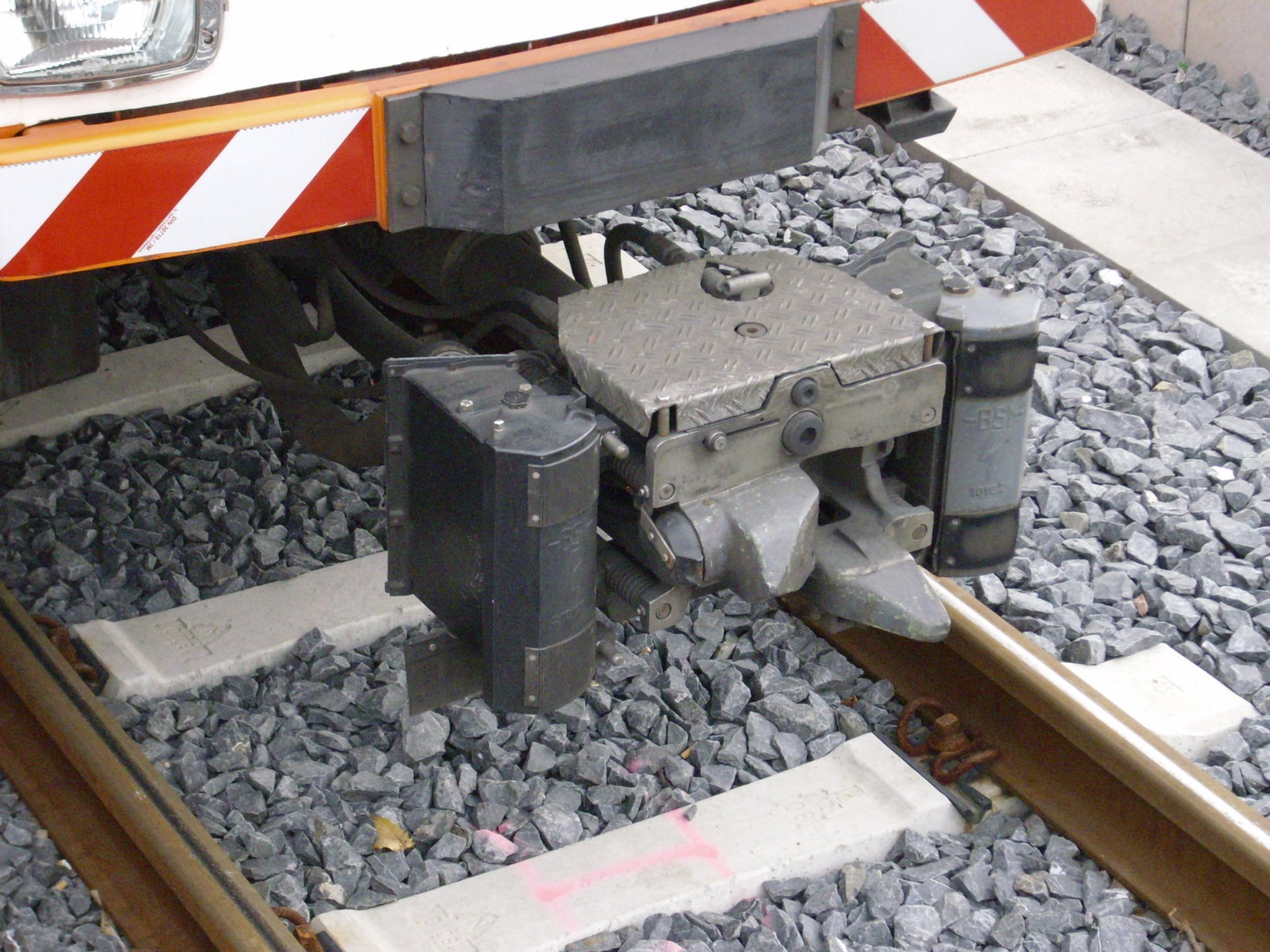
Sprzęg BSI
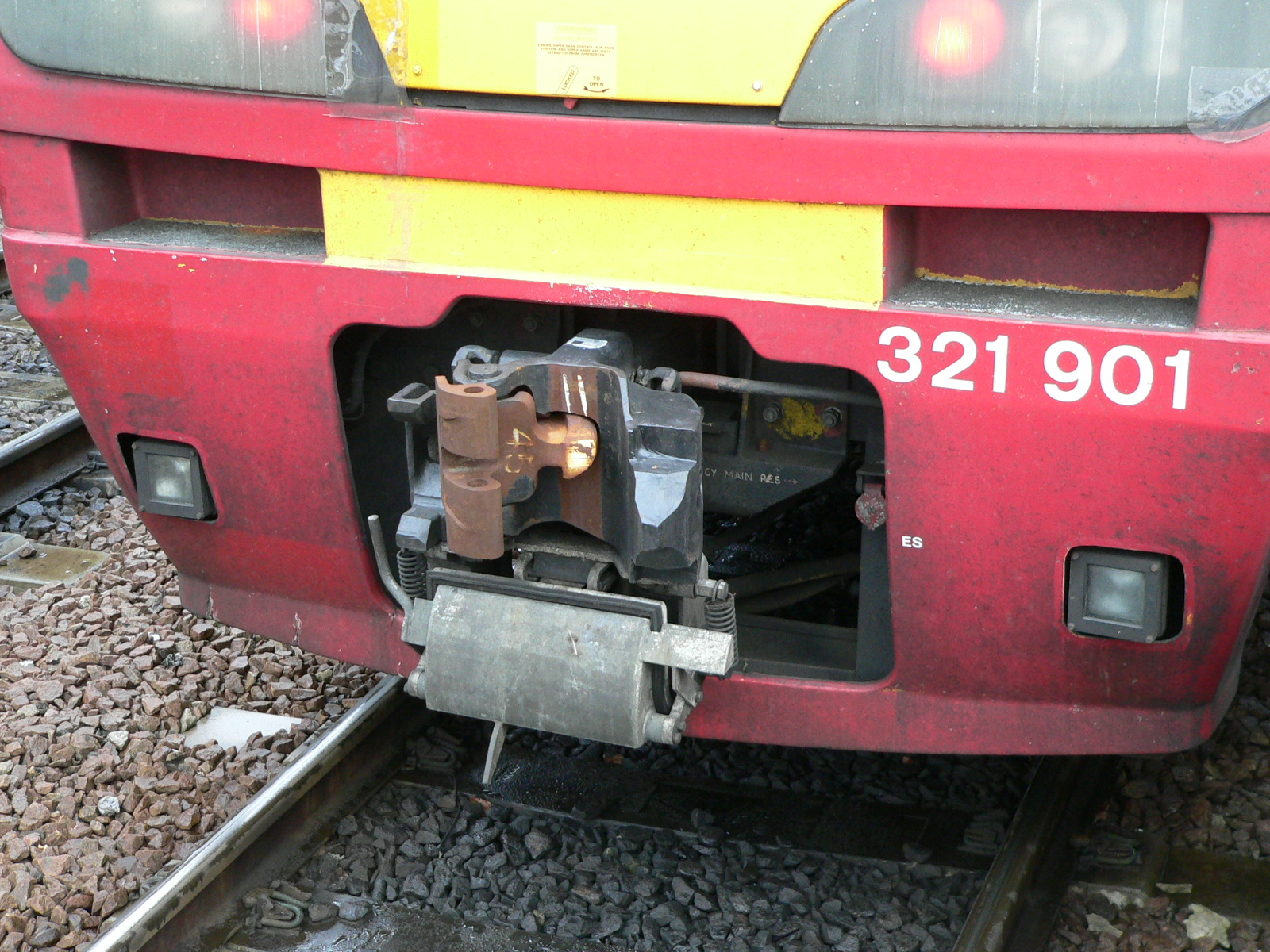
Sprzęg APTA
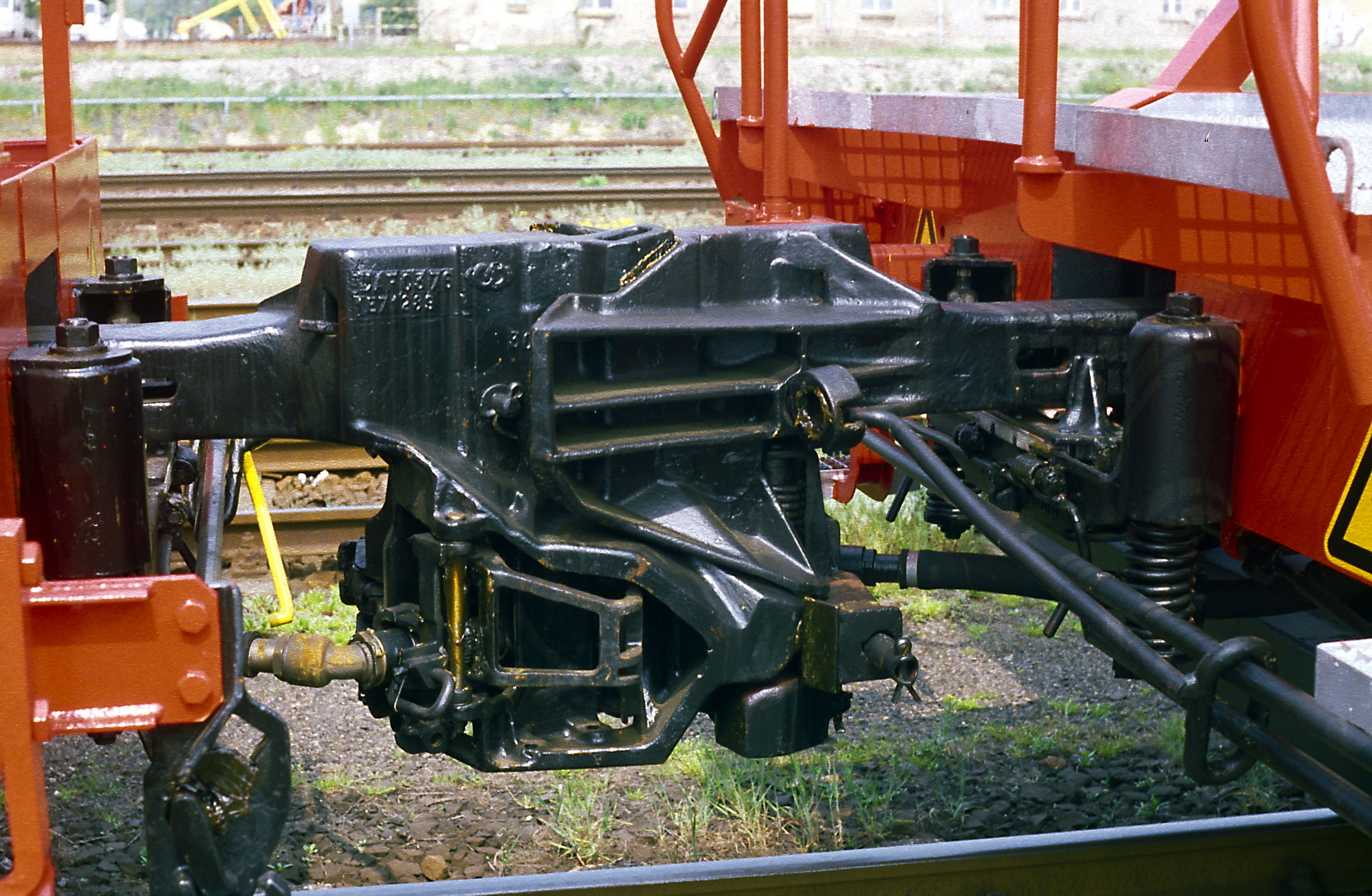
Sprzęg AK69/Eurocoupler
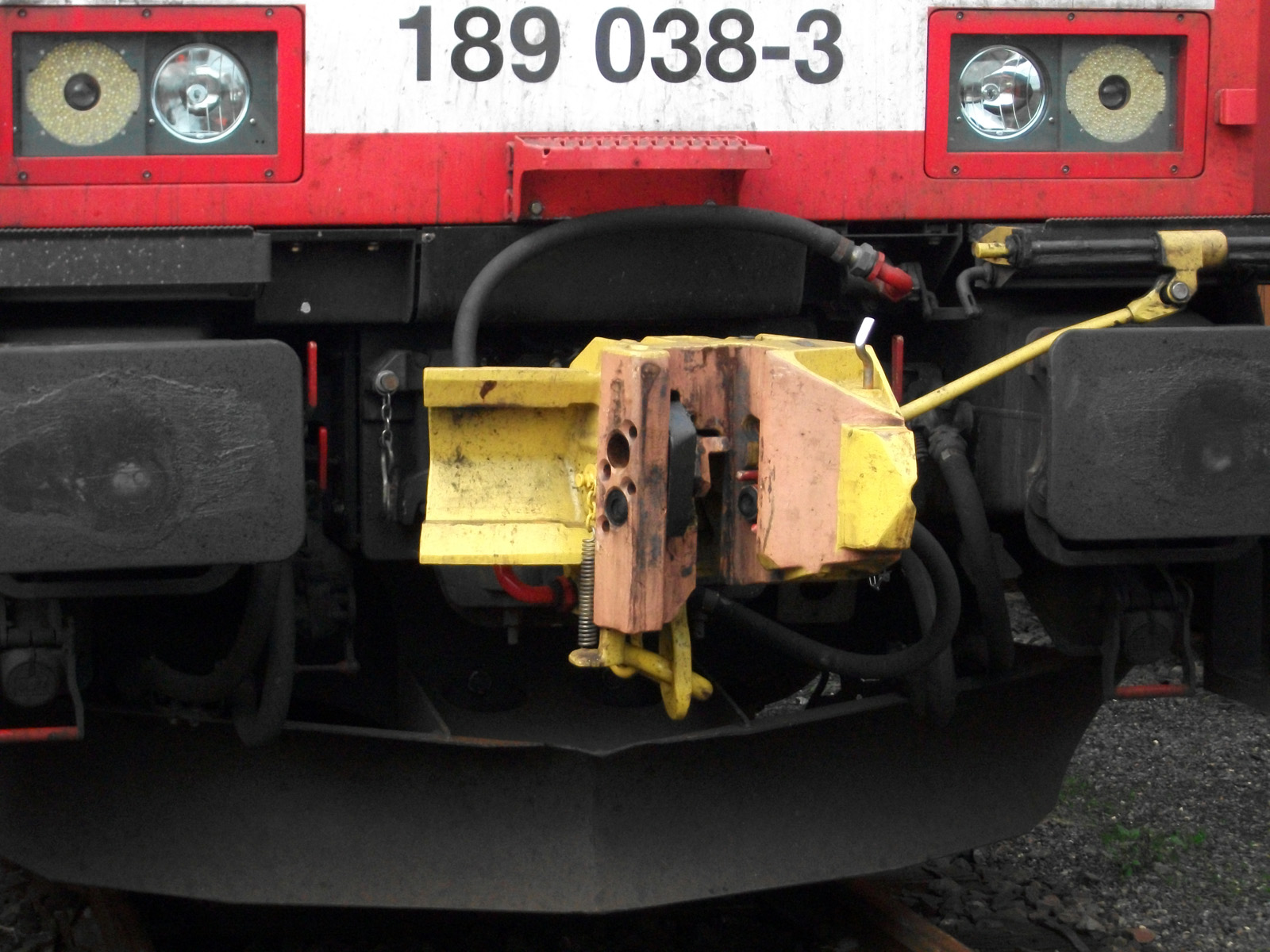
Sprzęg C-AKv/Transpact
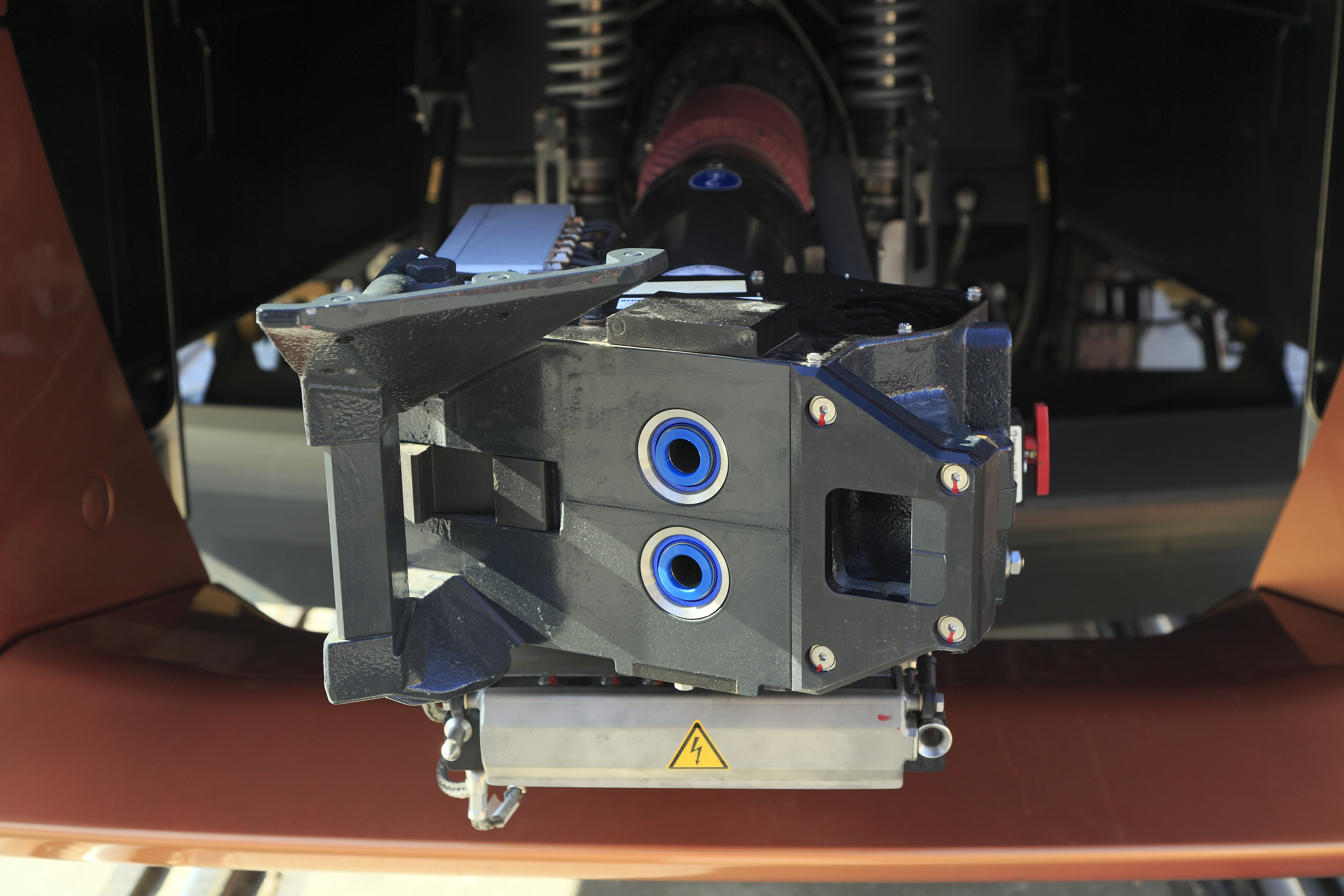
Szwajcarski sprzęg „Schwab”
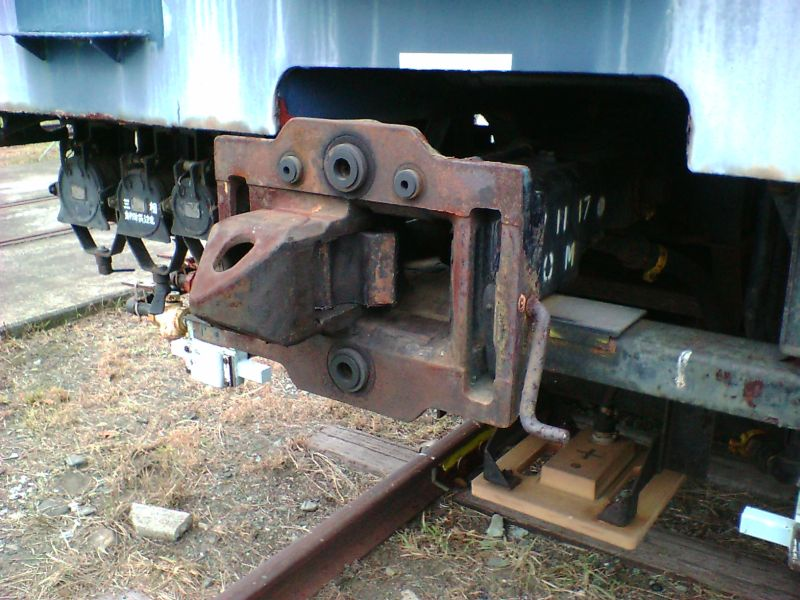
Japoński sprzęg „Shibata”

### Sprzęgi elektryczne
- sprzęg sterowania ukrotnionego – składa się z gniazd w pojazdach łączonych kablami lub jest zabudowany w sprzęg samoczynny; dawniej stosowano przewody łączące poszczególne obwody pojazdów, obecnie istnieje tendencja do stosowania jednego kabla transmisji danych łączącego jednostki sterujące
- sprzęg ogrzewania elektrycznego – jest to specjalnej konstrukcji jednoprzewodowy wysokonapięciowy kabel z wtykiem i współpracujące gniazdo, przez które przepływa prąd z sieci trakcyjnej lub specjalnej prądnicy grzewczej (lokomotywy spalinowe) do zasilania grzejników wagonowych

### Sprzęgi mechaniczne
Sprzęg mechaniczny to urządzenie bezpośrednio łączące dwa pojazdy szynowe. Każdy pojazd szynowy wyposażony jest w dwa komplety sprzęgów umieszczonych na obu końcach. Istotnym parametrem umieszczania sprzęgu w pojazdach kolejowych jest oś sprzęgania, co wymaga odpowiedniego umieszczenia komory sprzęgowej w ostojnicy. Na potrzeby ruchu międzynarodowego musiała być ona znormalizowana (1040 mm). Sprzęgi samoczynne były umieszczane na wysokości mniejszej. Obecnie standard 1040 mm obowiązuje także nowe i modernizowane pojazdy ze sprzęgami samoczynnymi, co jest związane z planowanym zastosowaniem europejskiego sprzęgu samoczynnego UIC do wszystkich pojazdów. 

#### Sprzęgi niesamoczynne
- sprzęg śrubowy – najbardziej rozpowszechniony na normalnotorowych kolejach europejskich, przenosi tylko siły rozciągające, dlatego też wymagane jest stosowanie zderzaków
- typu link and pin – dominujący w Stanach Zjednoczonych przed wprowadzeniem sprzęgów samoczynnych; składał się z głowic z pionowym otworem zabudowanych na pojazdach, pełniących rolę zderzaków, i łącznika mocowanego za pomocą trzpieni przetykanych przez otwory w głowicach; łącznik przenosił siły ściskające i rozciągające; ze względu na bardzo dużą liczbę wypadków podczas łączenia pojazdów za pomocą sprzęgu tego typu, jego stosowanie zostało zabronione w USA pod koniec XIX w.; obecnie spotyka się go jeszcze do łączenia transporterów na liniach wąskotorowych
- sprzęg „trąbkowy” – konstrukcja pośrednia między link and pin a sprzęgiem Alberta (i teoretycznie łącząca się z nimi), wykorzystywana historycznie do łączenia wagonów tramwajowych – dwie głowice o kształcie przypominającym trąbkę łączone były za pomocą niewielkiego łącznika i trzpieni
- sprzęg orczykowy – składa się z centralnie umieszczonego pojedynczego zderzaka, u podstawy którego zamontowana jest wahliwie poprzeczna belka, wyposażona na jednym końcu w hak, a na drugim w ucho ze śrubą ściągającą, które łączą się z analogicznymi elementami w sprzęgu współpracującym; stosowany na kolejach wąskotorowych
- sprzęg łańcuchowy – podobny do sprzęgu śrubowego, jednak zamiast śruby jest kilkuogniwowy fragment łańcucha; stosowany na kolejach wąskotorowych o większej szerokości toru
- sprzęg Alberta – typowy tramwajowy, przenosi siły ściskające i rozciągające; zamocowana na „dyszlu” niewielka głowica jest łączona sztywno z identyczną w drugim pojeździe za pomocą dwóch trzpieni, które zabezpieczone są przed wysunięciem wygiętym metalowym elementem (ta czynność, a także naprowadzanie głowic na siebie nie są wykonywane automatycznie, więc nie jest to sprzęg automatyczny); obecnie „dyszel” w nieużywanym sprzęgu na czołach pojazdu najczęściej jest składany (łamany) i chowany w pojeździe dla zwiększenia bezpieczeństwa innych użytkowników jezdni; głowica sprzęgu w nowszych rozwiązaniach doposażona jest w elementy ułatwiające naprowadzanie (np. czeskie rozwiązania)

#### Sprzęgi samoczynne

##### Historia
Pierwsze konstrukcje sprzęgów samoczynnych powstały w poł. XIX w. w USA, gdy dotychczasowe metody spinania wagonów, a w szczególności używany powszechnie sprzęg typu link-and-pin, wyczerpały możliwości – coraz cięższe pojazdy wymagały niezawodnego i bezpiecznego dla obsługi łączenia. Pierwszą konstrukcją aspirującą do miana sprzęgu samoczynnego był hak cięgłowy Millera. Następnie nastąpił burzliwy rozwój różnych konstrukcji, co z jednej strony spowodowało w roku 1895 nakaz stosowania sprzęgów samoczynnych, a z drugiej – ze 119 różnych wariantów wybrano 3 i zakazano stosowania innych modeli. W Europie, ze względu na rozdrobnienie zarządów kolejowych, do dziś (2025) nie udało się wprowadzić jednolitego systemu sprzęgu samoczynnego, jednakże wg planów Komisji Europejskiej do roku 2025 ma zostać ograniczone stosowanie sprzęgów śrubowych w nowych pojazdach, a od roku 2030 także w dotychczas użytkowanym taborze.

##### Budowa
Niezależnie od konstrukcji, sprzęg samoczynny składa się z kilku zasadniczych części:
- głowica z zamkiem – przenosi siły ściskające i rozciągające, łączy się bezpośrednio z głowicą sąsiedniego pojazdu
- podpora – element przymocowany do ostoi pojazdu służący do zamocowania urządzenia podparcia i centrowania głowicy
- urządzenie podparcia i centrowania – służy do ustawienia i utrzymania głowicy w osi pojazdu; luźne głowice zawsze powinny zajmować pozycję centralną w gotowości do sprzęgnięcia
- amortyzator – przenosi i łagodzi wszelkie siły przenoszone z głowicy na pojazd
- łącze przewodów pneumatycznych i elektrycznych – o ile jest zabudowane w sprzęg – łączy przewody hamulcowe i elektryczne; przewody ogrzewania są zazwyczaj łączone ręcznie
- zespół sterujący – urządzenie nastawcze do sterowania pracą sprzęgu – rodzaj dźwigni lub korby dostępnej bez wchodzenia między pojazdy[4]

Sprzęg samoczynny może być wyposażony w urządzenia pomocnicze:
- sprzęg mieszany – służący do połączenia z innym rodzajem sprzęgu, np. z klasycznym sprzęgiem śrubowym
- wkładka na małe łuki – jest wstawiana między głowice i umożliwia pokonywanie ostrych zakrętów, np. na torach fabrycznych
- wkładka promowa – zapobiega rozłączaniu przy przejeździe przez progi[5]

Sprzęgi samoczynne zazwyczaj przenoszą obciążenia rozciągające i ściskające, więc nie wymagają zderzaków, jednak przy sprzęgach niesztywnych czasami pozostawia się zderzaki w wagonach pasażerskich dla poprawienia spokojności biegu i zapobieżenia szarpnięciom.

##### Podział sprzęgów
Zasadniczo sprzęgi samoczynne dzielą się na niesztywne i sztywne:
- sprzęg niesztywny – głowice takiego sprzęgu po połączeniu mają możliwość względnego ruchu; wadami tego rozwiązania są: szybsze zużywanie się powierzchni głowic, hałaśliwość oraz brak lub utrudniona możliwość łączenia przewodów hamulcowych, elektrycznych itp., zalety to: prostota, wytrzymałość i duża tolerancja na ustawienie głowic na różnych wysokościach nad torem przy sprzęganiu[6]
  - sprzęg Janney'a, obecnie AAR, jedna z odmian sprzęgu tightlock coupling (titelok) – skonstruowany w roku 1876 a już rok później wdrożony do eksploatacji na kolejach amerykańskich; przez lata był rozwijany i przystosowywany do przenoszenia coraz większych sił; rozpowszechnił się na sieciach kolejowych w całej Ameryce, a także na kolejach japońskich, filipińskich i innych w Azji
  - sprzęg Willisona – powstał w Stanach Zjednoczonych w roku 1916, jednak ze względu na niekompatybilność z rozpowszechnionym już sprzęgiem Janney'a nie znalazł tam zastosowania; pochodną konstrukcji Willisona jest sprzęg używany od roku 1935 na kolejach na terytorium byłego Związku Radzieckiego – sprzęg SA-3
- sprzęg sztywny – głowice takiego sprzęgu połączone są sztywno, bez możliwości wzajemnych przemieszczeń; wadami takiego rozwiązania są: skomplikowany układ centrowania i podtrzymania głowicy, zalety – spokojna praca sprzęgu, łatwość wykonania współpracującego sprzęgu elektryczno-pneumatycznego, mniejsze zużycie powierzchni styku głowic[6][7]

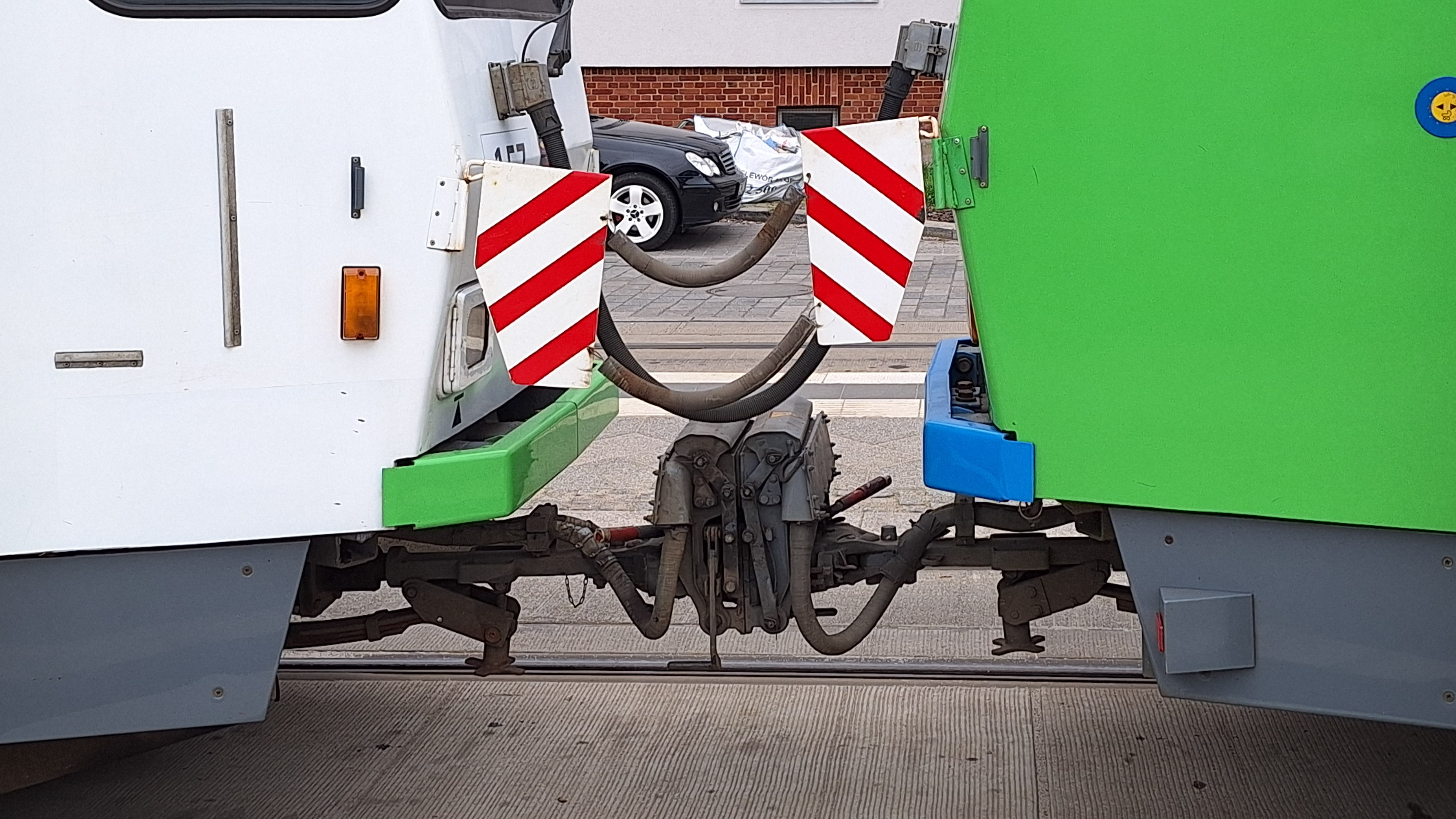
Sprzęg Scharfenberga w Tatrach KT4DtM

  - Zasada działania sprzęgu ScharfenbergaSprzęg Scharfenberga w Tatrach KT4DtMsprzęg Scharfenberga – z powodu stosunkowo niewielkiej wytrzymałości (do 1500 kN – siła ściskająca[8]) stosowany najczęściej do łączenia lekkich pojazdów pasażerskich – autobusów szynowych, zespołów trakcyjnych, wagonów metra lub tramwajów, różnych kolei miejskich itp.Głowica sprzęgu ma kształt płaskiej płyty z wystającym elementem o kształcie zbliżonym do naciętego stożka (rzadziej – do piramidy), z którego wysuwany jest zaczep (ucho), i otworem o analogicznym kształcie na przyjęcie sprzęgu dołączanego. Taki kształt ma na celu wzajemne naprowadzenie głowic. Przy łączeniu po dociśnięciu głowic mechanizmy obu sprzęgów powodują zahaczenie i zaryglowanie zamka. Do odryglowania i odczepienia używane jest sprężone powietrze. W głowicę sprzęgu zabudowane jest pneumatyczne łącze hamulca zespolonego, natomiast łącza elektryczne mogą mieć różną konstrukcję – listwa łączeniowa nad lub pod sprzęgiem, czy też dwie krótkie listwy po bokach sprzęgu.

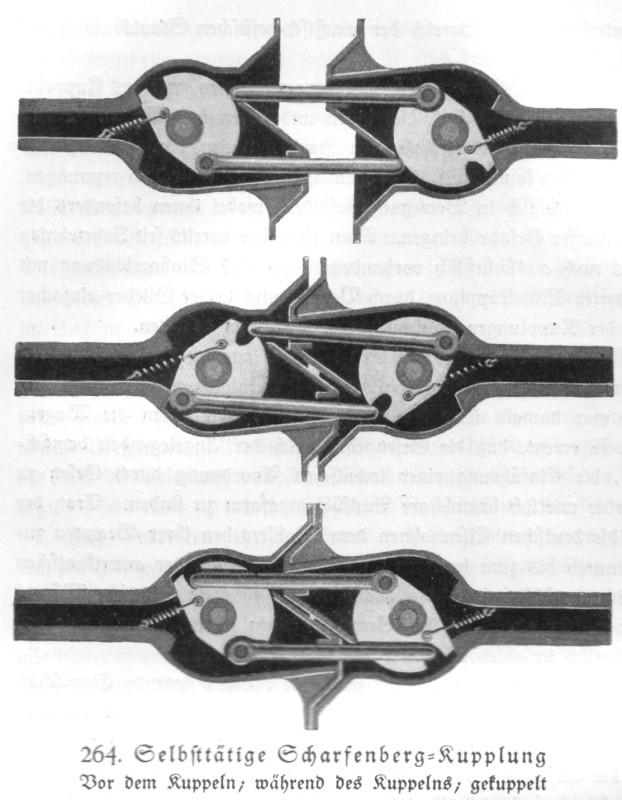
Zasada działania sprzęgu Scharfenberga

  - sprzęg „Shibata” – popularny typ sprzęgu stosowany w Japonii, opracowany przez inżyniera Japońskich Kolei Rządowych (JGR) Mamoru Shibatę w latach trzydziestych XX w. dla elektrycznych jednostek trakcyjnych; stosowany też w pociągach podmiejskich i metra w Korei Południowej  – tu elementem ryglującym są współpracujące ze sobą pół-walce zablokowane w odpowiednim położeniu[9]
  - BSI – sprzęg wprowadzony przez firmę Bergische Stahl Industrie (obecnie Faiveley Transport) – zastosowanie zbliżone do sprzęgu Scharfenberga; używany do łączenia lekkich jednostek pasażerskich (np. duńskie Y) czy tramwajów (np. w Bielefeld czy w Dortmundzie, Niemcy)[10]
  - APTA, jedna z odmian sprzęgu tightlock coupling (titelok), typ H – używany w przez niektórych przewoźników w USA w taborze pasażerskim; może być wyposażony w automatyczne łączenie przewodów hamulcowych lub elektrycznych; przejściowo był też używany na Wyspach Brytyjskich
  - Wedgelock – używany przez londyńskie metro
  - Unicoupler – przejściowa konstrukcja europejskiego sprzęgu uniwersalnego; nie wyszła nigdy ze stadium prób
  - Eurocoupler, UIC (także Intermat, AK69) – planowany do wprowadzenia na kolejach europejskich sprzęg samoczynny, mający zapewniać także samoczynne łączenie przewodu hamulcowego i przewodów elektrycznych (w przyszłości m.in. do hamulca elektropneumatycznego)Eurocoupler ma możliwość łączenia się bezpośrednio ze sprzęgiem SA-3 (po odpowiednim przygotowaniu sprzęgu, które jednak nie trwa długo) – w takiej sytuacji przewody elektryczne i hamulcowy wychodzące z wagonu ze sprzęgiem SA-3 muszą być ręcznie podłączone do odpowiednich złącz w Eurocouplerze. Większość nowoczesnych lokomotyw i wagonów jest już przystosowana do jego zabudowy. Pierwotnie Eurocoupler nie miał możliwości łączenia się ze sprzęgiem śrubowym, co spowodowało, że planowane wprowadzenie sprzęgów samoczynnych w Europie ciągle nie jest realizowane. Przyczyną był ogrom problemów przy ewentualnej równoczesnej wymianie sprzęgów we wszystkich zarządach kolejowych Europy, a szczególnie związane z tym koszty (konieczność wymiany w krótkim czasie milionów sprzęgów ze śrubowych na samoczynne).Dla zredukowania kosztów firma Knorr-Bremse opracowała wersję uproszczoną Eurocouplera bez możliwości łączenia obwodów hamulca i elektrycznych, która jest tańsza (planowano przy masowej wymianie sprzęgów stosować prowizorycznie tę wersję, a pełną wersję w nowych wagonach; równocześnie przy planowych naprawach wagonów z wersją tańszą miano ją zastępować pełną). Obecnie jednak istnieje możliwość rozwiązania tego problemu, ponieważ nieco przekonstruowano Eurocouplery zabudowując w nich hak pozwalający na łączenie ze sprzęgiem śrubowym (Eurocoupler de facto stał się sprzęgiem hybrydowym) – należy w tej sytuacji ręcznie połączyć ten hak ze sprzęgiem śrubowym, a przewody elektryczne i hamulcowy wychodzące z wagonu ze sprzęgiem śrubowym muszą też być ręcznie podłączone do odpowiednich złącz w Eurocouplerze. Dlatego też obecnie planowane jest stopniowe wymienianie sprzęgów śrubowych na tę wersję Eurocouplera (w nowo budowanych wagonach i lokomotywach, oraz podczas planowych napraw już użytkowanych wagonów i lokomotyw) – jedynym utrudnieniem będzie to, że wagony i lokomotywy z zabudowanym Eurocouplerem muszą nadal mieć zderzaki, aby móc łączyć się z pojazdami ze sprzęgiem śrubowym (przy łączeniu się za pomocą Eurocouplerów są one zbyteczne, ponieważ sprzęg samoczynny pełni ich funkcję). W przyszłości po całkowitym wycofaniu sprzęgów śrubowych zderzaki i haki mają zostać zdemontowane. Jedyna sytuacja sporna dotyczy ruchu międzynarodowego – czy do takiego ruchu mają być dopuszczone wyłącznie wagony i lokomotywy wyposażone w Eurocouplery (a te ze sprzęgami śrubowymi tylko w ruchu w poszczególnych krajach), czy także pojazdy ze sprzęgami śrubowymi.
  - Z-AK – opracowany w roku 1994 przez firmę Knorr Bremse samoczynny sprzęg cięgłowy (wymaga bocznych zderzaków) dostosowany do sprzęgania z tradycyjnym hakiem cięgłowym; łączy automatycznie przewód hamulcowy i przewody elektryczne; nie łączy się z SA-3; charakterystyczne jest wyposażenie w automatyczne urządzenie nastawiające położenie pracy sprzęgu „krótkie / długie”[11][12]
  - C-AKv, Transpact – opracowany i wdrożony w latach 90. XX w. przez SAB Wabco BSI Verkehrstechnik Products GmbH (dziś Faiveley Transport Witten GmbH)Jest to rozwinięcie sprawdzonego sprzęgu SA-3 – modyfikacja polegała na dodaniu elementów stabilizujących sprzęg w pionie (i tym samym sprzęg stał się sztywny) oraz urządzeń automatycznego łączenia przewodów hamulcowych i elektrycznych. Osiągnięto wytrzymałość 2500 kN na rozciąganie i 3000 kN na ściskanie. Dodatkowo sprzęg ten łączy się z klasycznym sprzęgiem śrubowym (przy zachowanych zderzakach), sprzęgiem SA-3 i sprzęgiem AK69.[13]
  - Schwab – opracowany przez szwajcarską firmę Schwab Verkehrstechnik AG (która obecnie jest częścią Westinghouse Air Brake Technologies Corporation – Wabtec Corporation) sprzęg automatyczny wdrożony do użytkowania na kolejach szwajcarskich (SBB/CFF/FFS, BLS)Jest w stanie przenieść siły rozciągające do 850 kN i ściskające do 1500 kN; ponadto możliwe jest rozsprzęganie przy sile rozciągającej do 300 kN. Sprzęg umożliwia automatyczne łączenie dwóch złączy pneumatycznych i – opcjonalnie – elektrycznych. Za pomocą specjalnej nakładki sprzęg można łatwo dostosować do sprzęgania ze sprzęgiem śrubowym[14].

Do łączenia pojazdów wyposażonych w różne rodzaje sprzęgów stosuje się:
- pojazd pośredni – najczęściej wagon wyposażony na końcach w sprzęgi różnych typów
- sprzęg pośredni – urządzenie montowane między pojazdami umożliwiające połączenie z dwoma typami sprzęgów; z reguły połączenie takie nie ma pełnej wytrzymałości nawet słabszego sprzęgu i stosowane jest awaryjnie
- sprzęg hybrydowy – rozwiązanie stosowane rzadko; obecnie najnowsza wersja sprzęgu Eurocoupler jest takim sprzęgiem, ponieważ został w nim zabudowany hak pozwalający na łączenie ze sprzęgiem śrubowym

### Inne sprzęgi

#### Sprzęg pneumatyczny
Łączy obwody hamulcowe pojazdów. W zależności od stosowanego rodzaju hamulca może być to przewód rurowy ciśnieniowy albo próżniowy. Może być zabudowany w sprzęg samoczynny. Zazwyczaj wykonany jest w ten sposób, by podczas prac manewrowych rozpinał się bez uszkodzenia.

#### Sprzęg ogrzewania parowego
Był używany w czasach lokomotyw parowych, obecnie w zaniku. Była to rura odpowiednio izolowana, przystosowana do przesyłu gorącej pary do ogrzewania wagonów. W ostatnim wagonie działał w specjalnym trybie umożliwiającym odwadnianie instalacji.

#### Cyfrowy sprzęg samoczynny (DAC)
Planowany do wprowadzenia na kolejach europejskich rodzaj szyny danych łączącej pojazdy szynowe. Zapewnia m.in. automatyczne łączenie i rozłączanie wagonów (po wprowadzeniu mechanicznego sprzęgu automatycznego), przeprowadzanie próby hamulca, monitorowanie stanu różnych czujników (np. czujnik wykolejenia), śledzenie pociągu z pomocą systemu nawigacji satelitarnej i inne. 
Projekt zawiera pięć typów sprzęgu o rosnącym stopniu zaawansowania:
- AC 1 – automatyczne łączenie mechaniczne
- AC 2 – automatyczne łączenie mechaniczne, częściowo automatyczne rozłączanie
- DAC 3 – automatyczne łączenie mechaniczne, pneumatyczne oraz elektryczne, częściowo automatyczne rozłączanie
- DAC 4 – automatyczne łączenie mechaniczne, pneumatyczne, elektryczne, w tym cyfrowe, częściowo automatyczne rozłączanie
- DAC 5 – pełne automatyczne łączenie i rozłączanie zdalne[15]

Start programu wprowadzania sprzęgów DAC zaplanowano na rok 2026, zaś zakończenie na lata 2032–2038. Przewiduje się jednak wiele okoliczności niesprzyjających realizacji – m.in.: wysoki koszt przeprowadzenia całej operacji – szacowany na 9 mld EUR, odsunięta w czasie korzyść z inwestycji – szacowana na 10 lat, niska stopa zysku – tylko około 10% oraz niepewność finansowania – zarówno jeśli chodzi o kredyty, jak i dotacje rządowe. Szacowany koszt 1 kompletu sprzęgów to ok. 200 tys. PLN. Stowarzyszenia przewoźników kolejowych z różnych krajów wyraziły obawy z planem wprowadzania sprzęgów – zwrócono uwagę na koszty niewspółmierne do korzyści („klienta nie obchodzi jakim sprzęgiem spięte są wagony, którymi przewozimy jego towar”), już teraz zbyt dużą ilość regulacji i wymogów, którym podlegają, oraz negatywne doświadczenia z innymi programami kolejowymi – np. wdrażaniu ERTMS.